# MU-MIMO
Nelle telecomunicazioni, MIMO multi-utente (MU-MIMO o multi-user MIMO) è una parte avanzata di MIMO (multiple-input and multiple-output), tecnologie che sfruttano la disponibilità di più terminali radio indipendenti al fine di migliorare le capacità di comunicazione di ogni singolo terminale. Al contrario, il single-user MIMO sfrutta solamente l'accesso ad antenne multiple che sono fisicamente connesse ad ogni singolo terminale. Il MIMO multi-utente può essere visto come un concetto esteso di space division multiple access (SDMA) (in italiano accesso multiplo a suddivisione di spazio ) che permette ad un terminale di ricevere o trasmettere segnali da e verso utenti multipli nella stessa banda simultaneamente.